# Cyphostemma taborense
Cyphostemma taborense är en vinväxtart som beskrevs av B. Verdcourt. Cyphostemma taborense ingår i släktet Cyphostemma och familjen vinväxter. Inga underarter finns listade i Catalogue of Life.